# Parapomponema macrospirale
Parapomponema macrospirale är en rundmaskart som beskrevs av Ott 1972. Parapomponema macrospirale ingår i släktet Parapomponema och familjen Cyatholaimidae. Inga underarter finns listade i Catalogue of Life.